# Seven Days (manga)
Seven Days (セブンデイズ?, Sebundeizu) è un manga Yaoi di 13 capitoli pubblicato dal 2007 al 2009 sul magazine Craft e poi raccolto in due volumi dall'editore Taiyo Tosho.
Da questo manga sono stati tratti due film consecutivi: Seven Days: Monday - Thursday e Seven Days: Friday - Sunday.

## Trama
Toji Seryo è un ragazzo molto popolare ma incostante. Membro del club di tiro con l'arco ha frequentato moltissime ragazze ma non riesce mai a costruire una relazione stabile. È comunemente risaputo, infatti, che abbia l'abitudine di mettersi insieme a chiunque glielo chieda, per primo, al lunedì ma che ogni relazione sia destinata a cessare nel weekend. Un suo compagno di scuola, Yuzuru Shino, incuriosito dalla cosa decide di proporsi a lui.
Se all'inizio per Shino è tutto un gioco, di giorno in giorno prova sentimenti sempre più forti per Seryo come la gelosia, l'insicurezza e la paura di perdere la persona amata.

## Personaggi
Yuzuru Shino (篠 弓弦?, Shino Yuzuru)
Doppiato da Jun Fukuyama (CD drama)
È uno studente del terzo anno che è entrato alla Hōka Academy grazie a una borsa di studio per il tiro con l'arco. Nonostante il suo bell'aspetto e l'aria stoica la sua personalità è incurante, scortese e sfacciata. Per questo motivo le ragazze con le quali si fidanza sono sempre deluse e lo abbandonano dopo aver capito che non era la persona che si erano immaginate. Durante la serie si propone a Seryō d'impulso credendo che lo avrebbe respinto, senza immaginare che avrebbe effettivamente accettato la richiesta.
Tōji Seryō (芹生 冬至?, Seryō Tōji)
Doppiato da Yūichi Nakamura (CD drama)
È una matricola e membro del club di tiro con l'arco, anche se non frequenta quasi mai il club. Ogni lunedì accetta di frequentarsi con la prima persona che gli si confessa anche se, alla fine della settimana, finisce sempre per separarsene se non è riuscito ad innamorarsene. Nonostante il suo modo brusco di porre fine alle relazioni conserva la sua popolarità grazie alla sua totale fedeltà nei confronti del proprio partner durante la settimana.
Arisa Koike (小池 ありさ?, Koike Arisa)
È una studentessa del terzo anno amica di Yuzuru. Si frequentò con Seryō per una settimana.
Shino (信乃?)
È la fidanzata del fratello maggiore di Seryō, con cui ha avuto una breve storia d'amore. Seryō insiste per farla pacificare con suo fratello. A causa del suo cognome chiamerà Yuzuru solo per nome.

## Pubblicazione
| Nº | Titolo italiano Giapponese 「Kanji」 - Rōmaji                                               | Data di prima pubblicazione           | Data di prima pubblicazione           |
| Nº | Titolo italiano Giapponese 「Kanji」 - Rōmaji                                               | Giapponese                            | Italiano                              |
| 1  | Seven Days: Monday - Thursday 「セブンデイズ MONDAY→THURSDAY」 - Sebundeizu MONDAY→THURSDAY | 1º settembre 2007 ISBN 978-4813050858 | 17 settembre 2016 ISBN 978-8861695948 |
| 2  | Seven Days: Friday - Sunday 「セブンデイズ FRIDAY→SUNDAY」 - Sebundeizu FRIDAY→SUNDAY       | 1º giugno 2009 ISBN 978-4813051930    | 2 dicembre 2016 ISBN 978-8861695962   |

## CD drama
Tra marzo 2008 e ottobre 2009 sono stati pubblicati due CD drama basati sul manga.